# Gunvor Bonds
Gunvor Bonds, tidigare Holbe, född Johansson 26 oktober 1927 i Alingsås, död 3 december 2020, var en svensk konsthistoriker, konstnär och författare. Bonds var bland annat intendent på Konstakademien.
Bonds, som föddes som dotter till grovarbetaren Arvid Natanael Johansson, debuterade år 2002 med boken För resandets skull - i diktares sällskap vid franska floder, vilken kan ses dels som en reseskildring, dels som en litteraturhistorisk resa.
Som konstnär finns Bonds representerad på Moderna Museets samlingar med verket "Röd vid havet" (olja på duk, 1962, inventarienummer: NM 5713).
Hon var 1954–73 gift med konstnären Håkan Bonds. Paret fick tre barn, Jakob (f. 1954), Johan (f. 1959) och Gustav (f. 1967).